# Liebfrauen (Lüdingworth)

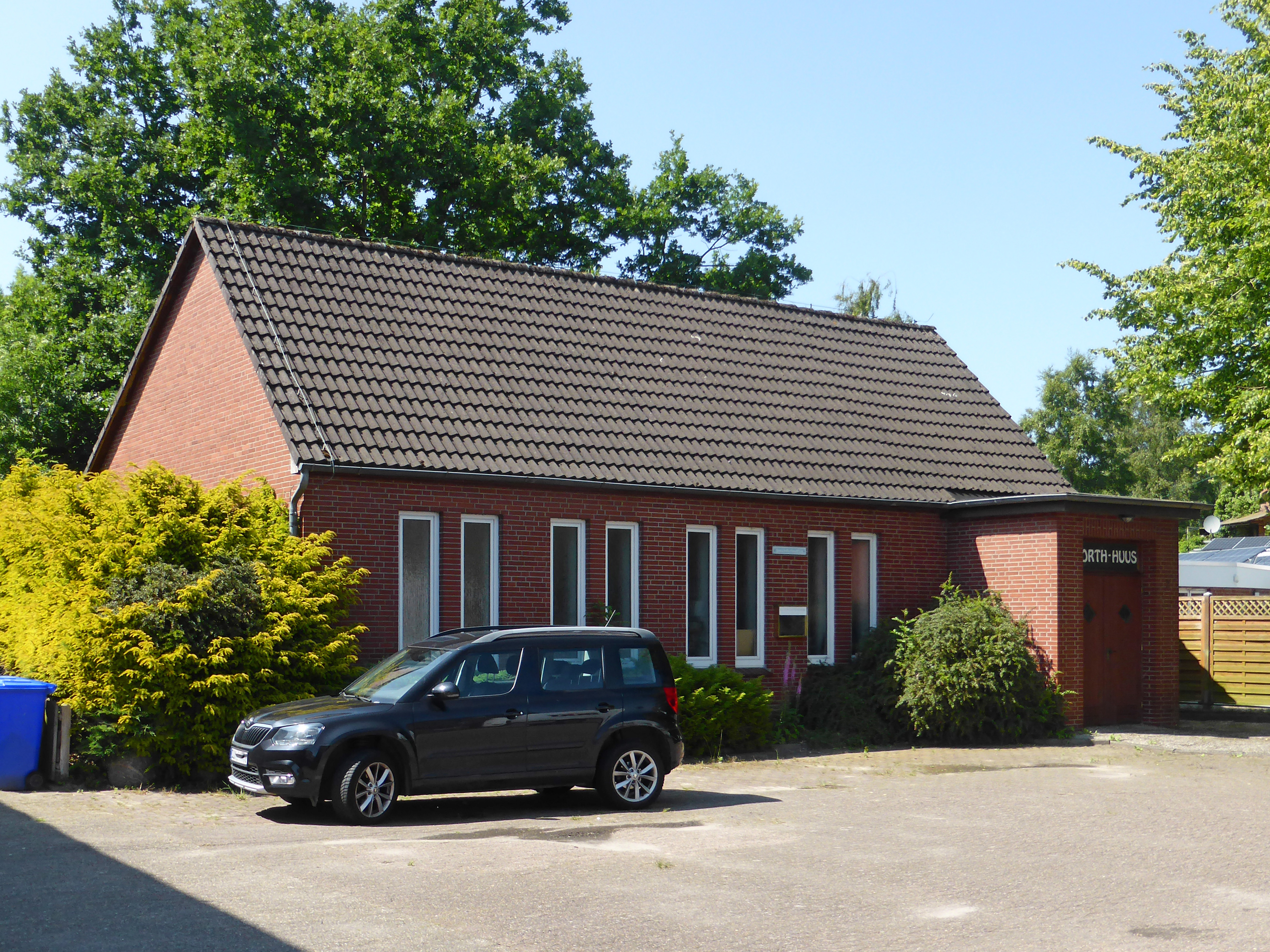
Worth-Huus (2025)

Die Kapelle Liebfrauen war das katholische Gotteshaus in Lüdingworth, einem Stadtteil von Cuxhaven in Niedersachsen. Die nach dem Marientitel Unsere Liebe Frau benannte Kapelle gehörte zuletzt zur Pfarrgemeinde Heilig Kreuz in Otterndorf oder St. Marien in Cuxhaven, und zum Bistum Hildesheim. Heute ist Zwölf Apostel im etwa neun Kilometer entfernten Altenwalde die nächstgelegene katholische Kirche.

## Geschichte
Die Bevölkerung und die St.-Jacobi-Kirche von Lüdingworth wurde in den 1520er Jahren durch die Reformation lutherisch.
Erst durch die Flucht und Vertreibung Deutscher aus Mittel- und Osteuropa infolge des Zweiten Weltkriegs ließen sich wieder Katholiken in größerer Zahl in Lüdingworth nieder. Die katholischen Gottesdienste fanden zunächst in der evangelischen St.-Jacobi-Kirche statt, später in einer Baracke, die auf dem Schulhof stand.
Im Zeitraum von 1961 bis 1966 erfolgte in der 1928 erbauten II. Klasse der ehemaligen Schule die Einrichtung der Liebfrauenkapelle, der Rest der Schule wurde abgerissen. Über der Eingangstür wurde ein Turm aus Beton errichtet, der nach der Profanierung der Kapelle wieder abgerissen wurde. Zur geplanten Glockeninstallation kam es nicht. Die Kapelle befand sich auf dem Grundstück Liebfrauentrift 2, in knapp 2 Meter Höhe über dem Meeresspiegel.
Im Zeitraum von 1986 bis 1990 erfolgte die Profanierung der Kapelle. 1995 erwarb die Stadt Cuxhaven das Gebäude und überließ es dem Geschichts- und Heimatverein Lüdingworth von 1988 e.V. Diesem dient es nach umfangreichen Sanierungsarbeiten seit 1996 als Ausstellungs- und Arbeitsgebäude, Worth-Huus genannt.